# Арнолд Волфендейл
Сър Арнолд Уитъкър Волфендейл (на английски: Sir Arnold Wolfendale) е виден английски физик, бивш президент на Европейското физическо дружество (1999 – 2001), почетен професор по астрономия на Университета в Дърам, Англия.

## Биография
Арнолд Волфендейл е роден в Ръгби, графство Уорикшър, на 25 юни 1927 г.. Получава бакалавърска степен по физика в Университета на Манчестър през 1948 г. и защитава научните степени доктор по философия през 1953 и доктор на науките през 1970 г.
Заема академични постове в университетите в Манчестър (1951 – 1956), Дърам (1956 – 1992), Цейлон и Хонг Конг. Професор по физика в Дърамския университет (1965 – 1992).
През 1996 г. е избран за професор по експериментална физика в Кралския институт на Великобритания. През 1992 г. сър Волфендейл спира преподавателската си дейност.
Настоятел е на Театралното дружество в Дърам, което поддържа аматьорска театрална трупа и е член на сдружението на малките театри в Англия.

## Признание и отличия
- Член на Кралското астрономическо дружество (1973)
- Член на Кралското дружество (1977)
- Изпълнява длъжността кралски астроном от 1991 до 1995
- Получава рицарско звание през 1995 г.
- Една от залите на Университета в Дърам носи неговото име
- Почетен доктор на Букурещкия университет
- Чуждестранен член на Индийската академия (1991) и на Кралското дружество на Южна Африка.

## Личен живот
Сър Арнолд Волфендейл е женен за Одри Дарби от 1951 до 2007 г., когато съпругата му умира. Имат двама сина близнаци.